# Топуридзе, Александр Епифанович
Александр Епифанович Топуридзе (груз. ალექსანდრე ეპიფანეს ძე თოფურიძე, 1902—1951) — советский государственный и политический деятель.

## Биография
Родился в 1902 году в селе Гаджети. Член ВКП(б) с 1925 года.
С 1925 года — на общественной и политической работе. В 1925—1951 гг. — в РККА, на профсоюзной работе в Абхазской АССР, в Боржомском районном комитете КП(б) Грузии, инструктор, заместитель заведующего Отделом руководящих партийных органов ЦК КП(б) Грузии, заведующий Отделом руководящих партийных органов ЦК КП(б) Грузии, секретарь ЦК КП(б) Грузии по кадрам, секретарь ЦК КП(б) Грузии по промышленности, секретарь ЦК КП(б) Грузии.
Избирался депутатом Верховного Совета СССР 1-го, 2-го, 3-го созывов.
Умер в 1951 году в Тбилиси.

## Награды
- орден Ленина
- орден Отечественной войны I степени
- орден Трудового Красного Знамени (24.02.1941)
- 2 ордена Красной Звезды
- медали